# Gabriel Esterházy z Galanty
Gabriel Esterházy z Galanty (maďarsky Galántai Esterházy Gábor, německy Gabriel, Freiherr Esterházy de Galántha , 8. října 1580, Galanta – 28. prosince 1626) byl uherský šlechtic z rodu Esterházyů.

## Život
Narodil se v Galantě jako syn vice-ispána Prešpurské župy Františka Esterházyho a jeho manželky Žofie Kateřiny z Illesházy (1547–1599).
Gabriel měl pět bratrů:
- Tomáš (1570-1616), kalvínský učenec a literát
- Štěpán (1572–1596), bojoval proti Turkům, padl v bitvě u Keresteše
- Mikuláš (1583–1645), stoupenec Gabriela Bethlena, uherský palatin
- Pavel (1587–1645), zakladatel zvolenské linie rodu
- Daniel (1585–1654), stoupenec Gabriela Bethlena, zakladatel csesznecké větve rodu.

Gabriel se v roce 1613 stal svobodným pánem. Podobně jako jeho bratři Mikuláš a Daniel, byl stoupencem protikrále Gabriela Bethlena. 

### Manželství a potomstvo
Gabriel Esterházy byl dvakrát ženatý: jeho první manželkou se v roce 1612 stala Anna Ujfalussyová z Divékujfalu, zemřela však již v roce 1618. O rok později se Gabriel oženil s Marií Dersffyovou ze Szerdahely. Mariina sestra Uršula byla první manželkou Gabrielova bratra Mikuláše. Gabriel Esterházy měl dvě děti:
- Farkas (Wolfgang) (1614-1670), sloužil jako hlavní soudce (személynök) Uherska (1667-1670)
- Judit (? – 1676), od roku 1643 provdaná za barona Jana Amadea z Várkony a Böőse